# والاس ستغنر
كان والاس إيرل ستغنر (من مواليد 18 فبراير عام 1909، وتوفي في 13 أبريل من عام 1993) روائيًا وكاتب قصص قصيرة ومؤرخًا ومناصرًا لحماية البيئة.غالبًا ما يُطلق على ستغنر لقب «عميد الكتّاب الغربيين». حاز ستغنر، عام 1972، على جائزة بوليتزر، كما حصل، في عام 1977، على جائزة الكتاب الوطني الأمريكي. 

## حياته الشخصية
وُلد ستغنر في مدينة ليك ميلز في ولاية آيوا الأمريكية، ونشأ في مدينة غريت فولز بولاية مونتانا، وفي مدينة سولت ليك عاصمة ولاية يوتا، وفي قرية إيستيند بمقاطعة ساسكاتشوان الكندية التي تحدث عنها في كتاب سيرته الذاتية الذي حمل عنوان ذئب الصفصاف. يقول ستغنر «عشت في عشرين منطقة في ثماني ولايات أمريكية، وفي كندا». كان والاس ابن هيلدا ستغنز، (هيلدا بولسون قبل الزواج)، وابن جورج ستغنز. أمضى والاس عطل الصيف في بلدة غرينسبورو في مقاطعة فيرمونت. انضم ستغنر، خلال فترة إقامته في ولاية يوتا، إلى فرقة الكشافة التابعة لكنيسة يسوع المسيح لقديسي الأيام الأخيرة، (على الرغم من كونه  من أتباع الطائفة المشيخية)، وحصل على جائزة نسر الكشافة. حصل ستغنر على درجة البكالوريوس من جامعة يوتا في عام 1930، وبدأ العمل، خلال فترة دراسته الجامعية، في أخوية سيغما نو الدولية، وأُضيف اسمه إلى قاعة الشرف في الفرع المحلي للأخوية في العاصمة واشنطن. درس ستغنر أيضًا في جامعة آيوا، وحصل فيها، عام 1932، على درجة الماجستير، وعلى درجة الدكتوراه عام 1935. 
في عام 1934، تزوج ستيغنر من ماري ستيوارت بيج. وتشكل بين الزوجبن، على مدى 59 عامًا، حسب وصف الناقد والمؤرخ الأمريكي، آرثر ماير شليزنجر، «شراكة أدبية شخصية بارعة وفريدة». توفي ستغنر في مدينة سانتا فيه، عاصمة ولاية نيومكسيكو الأمريكية، في 13 أبريل من عام 1993، متأثرًا بجراح أصابته في حادث سيارة في 28 مارس من نفس العام. 
كان ابن والاس ستغنز، بيج ستغنز، روائيًا وكاتبًا ومنشئ محتوى وكاتب مواضيع بيئية، وأستاذًا فخريًا في جامعة كاليفورنيا في سانتا كروز. تزوج بيج من الروائية لين سيتغنر. ساهم بيج في تأليف كتاب أماكن أمريكية، و حرر كتاب رسائل مختارة من تأليف والاس ستغنر.

## حياته المهنية
درّس ستغنر في جامعتي ويسكونسن ماديسون وهارفارد. وانتهى به المطاف مدرسًا في جامعة ستانفورد، حيث وضع أسس مادة الكتابة الإبداعية. تتلمذ على يده كلّ من وينديل بيري، وساندرا داي أوكونور، وإدوارد آبي، وسيمين دانشوار، وأندرو غليز، وجورج في. هيغينز، وطوماس مكغوين، وربرت ستون، وكين كيسي، وغوردون ليش، وإرنست جينز، ولاري مكمرتري. عمل ستغنر كمساعدٍ خاص لوزير الداخلية الأمريكي ستيوارت يودال، وانتُخب عضوًا في مجلس إدارة منظمة نادي سييرا البيئية، وهو المنصب الذي شغله بين عامي 1964 و 1966. انتقل ستغنر للعيش في منزل يقع في شارع ثري فوركس بالقرب من مجرى نهر ماتاديرو كريك في مدينة لوس ألتوس هيلس بولاية كاليفورنيا الأمريكية، وأصبح من أبرز سكان تلك المنطقة. شارك ستغنر عام 1962، في تأسيس منظمة مجتمع التلال الخضراء، وهي منظمة بيئية مكرسة لحفظ وحماية التلال والغابات والجداول والأراضي والمستنقعات والأراضي الساحلية لشبه جزيرة سان فرانسيسكو. 
فازت رواية زاوية الاستقرار (التي أتمّها ستغنر في بداية عام 1971 وطبعتها دار نشر دبلداي) بجائزة بوليتزر عن فئة الأعمال الخيالية في عام 1972. استند ستغنر في تأليفه لهذه الرواية إلى رسائل ماري هالوك فوت (التي نُشرت لأول مرة عام 1972 من قبل مكتبة هنتنغتون كمذكرات حملت عنوان  امرأة فيكتورية في أقصى الغرب). تسبب استخدام ستغنر لرسائل أرشيفية غير منشورة، مأخوذة بشكل مباشر من رسائل فوت، في جزء صغير من رواية زاوية الاستقرار، في خلق جدل متواصل، على الرغم من محاولاته المتكررة لتبرير ذلك. 

### وفاته
توفي يوم 13 أبريل 1993 في سانتا فيه (نيومكسيكو) متأثرا باإصابته الناجمة عن حادث سير عن عمر يناهز 84 عاما.

## روابط خارجية
- والاس ستغنر على موقع IMDb (الإنجليزية)
- والاس ستغنر على موقع الموسوعة البريطانية (الإنجليزية)
- والاس ستغنر على موقع إن إن دي بي (الإنجليزية)